# Trdkova
Trdkova este o localitate din comuna Kuzma, Slovenia, cu o populație de 207 locuitori.